# Petar Gojniković
Petar Gojniković, italianizzato in Pietro di Serbia (in serbo Петар Гојниковић?; in greco bizantino Πέτρος, trasl. Petros) (Stari Ras, 870 circa – dopo l'agosto del 917), è stato un principe serbo della dinastia dei Vlastimirović che rimase al potere in Serbia dall'892 al 917.
Figlio di Goinico, a sua volta figlio minore di Vlastimiro (regnante dall'831 all'851), Petar destituì suo cugino Pribislavo nell'892. Durante la sua parentesi al potere, egli ampliò il Principato di Serbia e vinse diverse guerre contro altri membri della famiglia che aspiravano al trono. Fu il primo monarca serbo con un nome cristiano non slavo.

## Biografia

### Primi anni
Figlio del principe Goinico, a sua volta figlio minore del fondatore della dinastia Vlastimiro, Petar nacque nell'870 circa o poco dopo. Il suo nome cristiano, di chiara ispirazione bizantina, dimostra quanto capillarmente si fosse diffuso il cristianesimo ai suoi tempi in Serbia, se si tiene presente che ogni sovrano (come poi sarebbe stato Petar) precedente aveva un nome pagano. Al momento della sua nascita, la Serbia era governata da una sorta di triumvirato composto dai tre fratelli Mutimiro, Goinico e Stroimiro, con il primogenito, ovvero Mutimir, che però deteneva un potere maggiore.
Per ragioni ignote, in seguito insorse un conflitto interno che portò Mutimiro a bandire i due fratelli minori, i quali chiesero asilo corte bulgara. Secondo alcuni studiosi, il motivo della faida andrebbe ricercato in un tradimento. Mutimiro, dal canto suo, costrinse Petar, come detto figlio di Goinico, a rimanere alla corte della Serbia per ragioni politiche. Ciononostante, Petar riuscì comunque a fuggire dopo poco tempo in Croazia da Branimiro.

### Guerre civili
Dopo la morte di Mutimiro, avvenuta nell'890 o 891, il dominio della Serbia fu ereditato dai suoi tre figli, Pribislavo, Bran e Stefano (chiamati i Mutimirović); anche in questo triumvirato il ruolo maggiormente di spicco fu riservato al primogenito, ovvero a Pribislavo. Tuttavia, la parentesi al potere di quest'ultimo durò meno di un anno, poiché suo cugino Petar tornò in Serbia dalla Croazia e prevalse in battaglia contro Pribislavo. Petar acquisì così il trono serbo nell'892 circa. In seguito, i tre figli di Mutimiro decisero di lasciare la Serbia alla volta della Croazia, dove cercarono rifugio e aiuto per la loro causa. Nell'894 circa, Bran cercò di spodestare Petar con l'aiuto dei croati, ma non ebbe successo, finendo catturato e accecato.
Nell'896 circa, Clonimiro lasciò la Bulgaria alla testa di un esercito che gli aveva affidato in gestione Boris I, il quale aveva deciso di sostenere la sua faida in Serbia. Forte del sostegno bellico, Clonimiro fece il suo ingresso nella città di Destinikon (in greco Δεστινίκον, riportata anche nella forma in serbo Достиника? Destinika), con l'intento di impadronirsi del trono. L'esatta ubicazione di questa città non è stata individuata dagli storici, poiché il De administrando imperio di Costantino VII Porfirogenito afferma soltanto che essa era una delle otto città fortificate (καστρα) della «battezzata Serbia» (senza contare quelle facenti parte dei principati serbi marittimi). Il sostegno più o meno ampio riservato a Clonimiro dai bulgari dimostra che Petar aveva cattivi rapporti con la Bulgaria. Tuttavia, Clonimiro non ebbe successo e Petar, che si trovava in una situazione di vantaggio in termini di potenza, fu capace di surclassarlo e di ucciderlo.

### Alleanza bulgara
Considerati gli insuccessi dei vari pretendenti al trono della Serbia, anche quelli apertamente appoggiati dalla Bulgaria, lo zar Simeone I decise di riconoscere Petar come legittimo sovrano. A tale evento fece seguito la firma di una pace e di un'alleanza dalla durata ventennale. Benché la concordia non fu mai rotta, probabilmente Petar non era contento di quello che sembrava più essere un rapporto di sudditanza con la Bulgaria piuttosto che una vera e propria alleanza da pari a pari. Questa insoddisfazione, unita alle guerre di successione dei tre rami dei figli di Vlastimir avrebbero giocato un ruolo chiave nella guerra bulgaro-bizantina del 913-927. Secondo il De administrando imperio, Petar governò formalmente sotto la sovranità di Leone VI il Saggio.
In campo religioso, è presumibile che il cristianesimo stesse continuando a diffondersi in ogni strato della società all'epoca di Petar. Risulta inoltre legittimo pensare che, poiché la Serbia confinava con la Bulgaria, l'influenza cristiana e forse i missionari stessi provenissero da lì. Questo scambi religiosi sarebbero stati favoriti e sarebbero anche aumentati durante il periodo di vigenza della pace ventennale.

### Guerra bulgaro-bizantina, espansione a ovest e morte

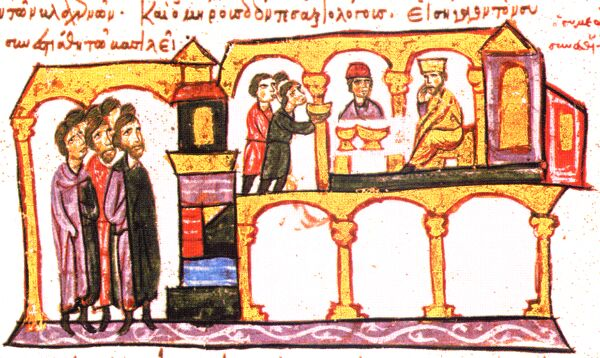
Costantino VII Porfirogenito e Simeone I il Grande cenano assieme in un'illustrazione contenuta nello Scilitze di Madrid (fol. 120r)

L'11 maggio 912, alla morte dell'imperatore bizantino Leone VI il Saggio, gli succedette il fratello Alessandro. L'impopolare, inesperto, malato e forse cronicamente ubriaco Alessandro regnò fino alla sua morte, avvenuta il 6 giugno 913. Questa situazione fu sfruttata abilmente da Simeone I di Bulgaria, che aveva stanziato le sue truppe in attesa in Tracia allo scopo di aggredire l'Impero bizantino. Nell'agosto del 913, Simeone si presentò dinanzi alle mura di Costantinopoli senza rivendicare alcun bottino, ma bramando soltanto la corona. A differenza dello zar Boris, Simeone era stato istruito a Costantinopoli e aveva assorbito molto della filosofia politica e ideologica bizantina. Il suo sogno era quello di dare vita a un impero congiunto romeo-bulgaro e porsi come imperatore supremo. In quel frangente, il patriarca Nicola I Mistico riconobbe Simeone come "imperatore dei Bulgari" (e non anche "dei Romani") e concesse in sposa sua figlia a Costantino VII. Nel febbraio del 914, Zoe Carbonopsina, la madre di Costantino, spodestò rapidamente Nicola (pur lasciandogli preservare la carica di patriarca) e, in qualità di nuova reggente, annullò il titolo conferito a Simeone, così come i progetti di matrimonio pianificati. Le azioni di Zoe fecero infuriare Simeone, che si mosse per andare ad attaccare la Tracia. Constatata la difficile situazione, i bizantini non ebbero altra scelta che cercare in fretta degli alleati, motivo per cui inviarono degli emissari dagli Ungari, dai Peceneghi e in Serbia.
Proprio in quest'ultima terra e mentre accadevano gli eventi sopraccitati, dopo aver messo in sicurezza il confine orientale, Petar aveva volto il suo sguardo a ovest, dove aveva cercato di rafforzare la sua autorità sui principati slavi locali. Egli sconfisse per esempio Tišemir di Bosnia, annettendo la valle della Bosna. Il sovrano si espanse poi lungo la Neretva, annettendo i Narentani ed entrando verosimilmente in conflitto con Michele Višević, un importante alleato bulgaro che era il sovrano della Zaclumia, della Travunia e di gran parte della Doclea. Petar, che dall'897 era in pace con la Bulgaria ma ne stava partendo una sempre maggiore ingerenza, incontrò lo stratego del Dyrrachion, Leone Rabduco, lungo il Neretva. Lì il bizantino gli offrì denaro e una maggiore indipendenza, chiedendo in cambio la rottura dei rapporti con la Bulgaria e concedendogli il ruolo di condottiero di un esercito (contenente anche Tourkoi, ossia magiari) da indirizzare contro Simeone. Benché è probabile che Petar accesso l'offerta di Leone Rabduco, ciò non può essere storicamente dimostrato con sicurezza. Frattanto, Michele Višević venne a conoscenza delle trattative in corso tra la Serbia e l'Impero bizantino e mise immediatamente in guardia Simeone.

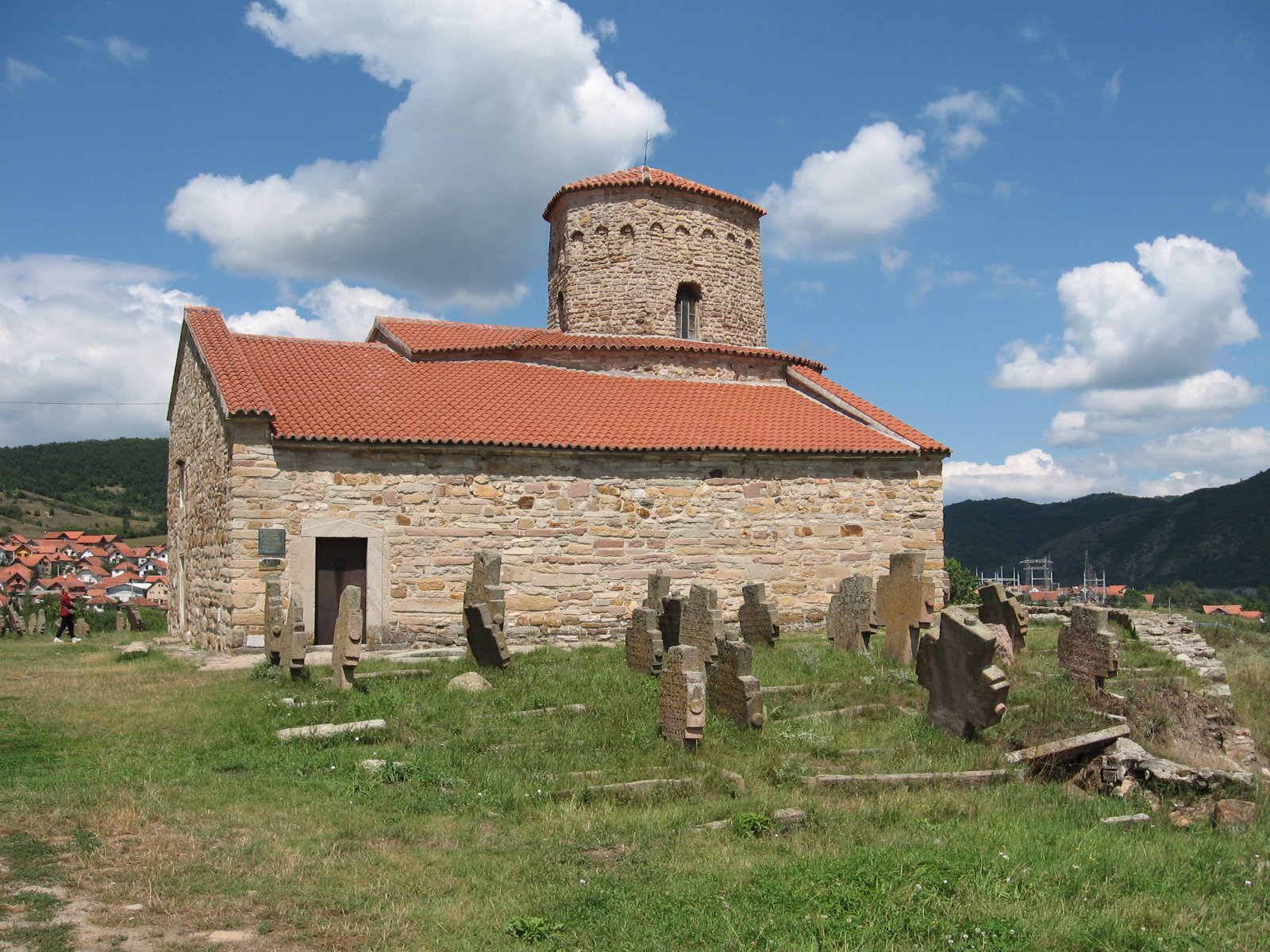
La Chiesa dei Santi Apostoli Pietro e Paolo di Stari Ras (Novi Pazar), riconosciuta patrimonio mondiale dell'umanità dall'UNESCO

Nel 917, un esercito bizantino guidato da Leone Foca il Vecchio invase la Bulgaria, venendo però sonoramente sconfitto nella battaglia di Anchialo il 20 agosto 917. Dopo questo scontro, Simeone inviò un esercito guidato da Pavle Branović, il figlio di Bran che era stato accecato alla fine del IX secolo per essersi ribellato apertamente contro Petar. La spedizione fallì e il sovrano serbo sbaragliò l'ennesimo pretendente. In seguito Simeone inviò due generali, Marmaim e Teodoro Sigritsa, e convinse Petar attraverso uno stratagemma a uscire allo scoperto e a incontrarli. Fu in quel frangente che egli venne fatto prigioniero e condotto in Bulgaria, dove fu imprigionato e morì nel giro di un anno.
I suoi resti vennero poi tumulati nella chiesa dei Santi Apostoli Pietro e Paolo a Stari Ras, la capitale. Al posto del sovrano destituito, Simeone insediò Pavle Branović sul trono serbo.

## Ascendenza
|            |   |   | Genitori |  |  | Nonni |  |  | Bisnonni |  |  | Trisnonni |  |
|            |   |   |          |  |  |       |  |  | Prosigoj |  |  | Radoslao  |  |
|            |   |   |          |  |  |       |  |  | Prosigoj |  |  | Radoslao  |  |
|            |   | … |          |  |  |       |  |  | Prosigoj |  |  |           |  |
| Vlastimiro |   |   |          |  |  |       |  |  | Prosigoj |  |  |           |  |
|            |   | … | …        |  |  |       |  |  |          |  |  |           |  |
|            |   | … | …        |  |  |       |  |  |          |  |  |           |  |
|            |   | … | …        |  |  |       |  |  |          |  |  |           |  |
| Goinico    |   | … |          |  |  |       |  |  |          |  |  |           |  |
|            |   | … | …        |  |  |       |  |  |          |  |  |           |  |
|            |   | … | …        |  |  |       |  |  |          |  |  |           |  |
|            |   | … | …        |  |  |       |  |  |          |  |  |           |  |
| …          |   | … |          |  |  |       |  |  |          |  |  |           |  |
|            |   | … | …        |  |  |       |  |  |          |  |  |           |  |
|            |   | … | …        |  |  |       |  |  |          |  |  |           |  |
|            |   | … | …        |  |  |       |  |  |          |  |  |           |  |
| Petar      |   | … |          |  |  |       |  |  |          |  |  |           |  |
|            | … | … |          |  |  |       |  |  |          |  |  |           |  |
|            | … | … |          |  |  |       |  |  |          |  |  |           |  |
|            | … | … |          |  |  |       |  |  |          |  |  |           |  |
| …          | … |   |          |  |  |       |  |  |          |  |  |           |  |
|            |   | … | …        |  |  |       |  |  |          |  |  |           |  |
|            |   | … | …        |  |  |       |  |  |          |  |  |           |  |
|            |   | … | …        |  |  |       |  |  |          |  |  |           |  |
| …          |   | … |          |  |  |       |  |  |          |  |  |           |  |
|            |   | … | …        |  |  |       |  |  |          |  |  |           |  |
|            |   | … | …        |  |  |       |  |  |          |  |  |           |  |
|            |   | … | …        |  |  |       |  |  |          |  |  |           |  |
| …          |   | … |          |  |  |       |  |  |          |  |  |           |  |
|            |   | … | …        |  |  |       |  |  |          |  |  |           |  |
|            |   | … | …        |  |  |       |  |  |          |  |  |           |  |
|            |   | … | …        |  |  |       |  |  |          |  |  |           |  |
|            |   | … |          |  |  |       |  |  |          |  |  |           |  |

### Esplicative
1. ↑  La prima attestazione del suo nome è la versione greca "Petros" (Πέτρος), mentre in latino si utilizza la forma "Petrus" e in serbo "Petar". In quanto discendente dei Vlastimirović e figlio di Goinico, secondo l'usanza contemporanea dei nomi il suo sarebbe "Petar Gojniković Vlastimirović".

### Bibliografiche
1. ↑  Djokić (2023), pp. 76-77.
2. ↑  Djokić (2023), p. 77.
3. 1 2 3 4 5 6 7 8  Fine (1991), p. 141.
4. 1 2 3  (EN) Đ. Đekić, Why did prince Mutimir keep Petar Gojnikovic?, in Teme, vol. 33, n. 2, 2009,  pp. 683-688.
5. 1 2  Ćirković (2004), p. 15.
6. 1 2 3  Ćorović (2001), cap. 2, V: Срби између Византије, Хрватске и Бугарске.
«Intorno all'890, Petar Gojniković fuggì dalla Croazia e raggiunse la Serbia dopo la morte di Mutimiro. Egli rovesciò il figlio ed erede di Mutimiro, Pribislavo, si stabilì nel paese e mantenne il trono per più di un quarto di secolo. I tre figli di Mutimiro cercarono rifugio dai croati e lì chiesero asilo e supporto. Il tentativo del fratello di mezzo Bran di rovesciare Petar con il sostegno croato non ebbe successo e avvenne intorno all'894. Lo stesso Bran sarebbe stato catturato e accecato. Fallì pure il tentativo di Clonimiro, che irruppe dalla Bulgaria e conquistò la città di Dostinica intorno all'896. Petar, la figura più carismatico, resistette a tutti. Apparentemente ruppe i rapporti con i croati, malgrado essi gli giurarono fedeltà fin dall'inizio, probabilmente perché prima anelavano a una ricompensa per le proprie azioni, salvo poi aiutare i pretendenti al trono. All'inizio Petar, probabilmente tramite suo padre o zio o parenti lì, si avvicinò ai bulgari e divenne amico del loro nuovo sovrano Simeone (dall'893). Sicuro su quel lato, iniziò ad espandersi verso ovest, a spese dei governanti di Hum e Neretlia.»
7. 1 2  De administrando imperio, pp. 156, 299.
8. ↑  Novaković (1981), pp. 61-63.
9. ↑  Fine (1991), p. 154.
10. 1 2  Kovačević e Jovanović (2002), p. 180.
«Questo attacco di Clonimiro dimostra chiaramente che Petar non era in buoni rapporti con la Bulgaria; ciononostante, poco dopo fece amicizia con l'allora sovrano bulgaro Simeone [...]»
11. ↑  Curta (2006), p. 211.
12. ↑  De administrando imperio, cap. 32, p. 156.
13. 1 2  Fine (1991), p. 142.
14. 1 2  Djokić (2023), p. 78.
15. 1 2 3 4 5 6  Fine (1991), p. 148.
16. 1 2 3  Fine (1991), p. 149.
17. ↑  Fine (1991), pp. 148-149.
18. ↑  Stephenson (2000), p. 26.
19. 1 2 3  Fine (1991), p. 150.
20. ↑  Obolenskij (1974), p. 151.
21. ↑  Curta (2006), p. 226.
22. ↑  Cronaca del prete di Doclea.

### Fonti primarie
- Costantino Porfirogenito, De administrando imperio, a cura di Gyula Moravcsik, traduzione di Romillyi J. H. Jenkins, Dumbarton Oaks Center for Byzantine Studies, 1967, ISBN 978-0-88402-021-9.
- Ferdo Šišić, Cronaca del prete di Doclea, Belgrado-Zagabria, Accademia reale serba, 1928.

### Fonti secondarie
- (EN) Sima Ćirković, The Serbs, Malden, Blackwell Publishing, 2004, ISBN 978-14-05-14291-5.
- (SR) Vladimir Ćorović, Историја српског народа [Storia del popolo serbo], ed. online, Belgrado, Janus; Ars Libri, 2001  [1997].
- (EN) Florin Curta, Southeastern Europe in the Middle Ages, 500-1250, Cambridge, Cambridge University Press, 2006, ISBN 978-0-511-81563-8.
- (EN) Dejan Djokić, A Concise History of Serbia, Cambridge University Press, 2023, ISBN 978-10-09-30865-6.
- (EN) John Van Antwerp Jr. Fine, The Early Medieval Balkans: A Critical Survey from the Sixth to the Late Twelfth Century, Ann Arbor, University of Michigan Press, 1991, ISBN 0-472-08149-7.
- (EN) Dimitri Obolenskij, The Byzantine Commonwealth: Eastern Europe, 500-1453, Londra, Cardinal, 1974, ISBN 978-03-51-17644-9.
- (EN) Paul Stephenson, Byzantium's Balkan Frontier: A Political Study of the Northern Balkans, 900-1204, Cambridge University Press, 2000, ISBN 978-0-521-02756-4.